# 威利·赫罗德
威利·保羅·赫罗德（德語：Willy (Willi) Paul Herold；1925年9月11日—1946年11月14日），外號为“埃姆斯兰劊子手”（der Henker vom Emsland），是德軍战犯，20歲時為一個逃兵，後假冒為上尉，還自稱是「希特勒的欽差」，四處「巡按天下」，在埃姆斯兰作威作福，並屠殺兩百個在囚逃兵，後遭盟軍處死。其事蹟在2017年被羅伯特·斯文克改編上電影《冒牌上尉》，並由麥克斯·胡巴赫飾演。

## 生平
赫羅德少年時曾參與希特勒青年團，但還沒加入納粹黨，就因表現不佳被驅逐。17歲時，被徵召成為軍伕，作為煙囪的清理工半年。後被德軍徵召入伍，加入第6伞兵师，成為空降猎兵。曾因殲滅兩輛盟軍坦克而獲得鐵十字勳章, 同时晋升为下士。
在第二次世界大战快要结束时，20歲的他也逃兵，想求得一線生機，因此受到憲兵的追殺，他跌入森林的深坑之中，得以不死，於是四處偷搶拐騙謀生，他發現一個戰死的德国空军上尉座車，於是穿上車裡的軍服，假扮成上尉，並撒下漫天大謊，謊稱自己是希特勒的副官，受其委任，暗中出巡，訪查民情。沿途他發現了一些逃兵，他將該等士兵們收歸幕下，自稱「赫羅德上尉」，前來巡撫軍民，並被安排到軍事監獄中視察。當時軍事監獄人滿為患，又一直等不到軍法官前來審判，他為了繼續隱瞞身份，大量草率處決軍事監獄中被捕的逃兵，殺死近兩百人，並曾經槍殺一個想要投降盟軍的鎮長，進駐鎮上最好的飯店，對平民燒殺擄掠，姦淫婦女，無所不為。後來盟軍空襲了該監獄，他又乘機逃跑，還是自命為「希特勒欽差」，期間可能又殺死20餘名平民。
後來他在奧里希遇到了真正的軍官，身分被拆穿，移送軍事法庭審判。他的律師稱，他愛國、忠誠，希望他到前線抗擊盟軍，戴罪立功。法官打算擇日宣判，孰料希特勒自盡，德國大亂，他因此得以釋放。
1945年5月赫罗德因為偷竊麵包，被英国皇家海军逮捕，英國人發現他就是涉及殺死兩百人的「逃兵屠夫」，加以起訴，以確定殺死125人的屠殺及謀殺罪判處死刑，并于1946年11月14日在沃尔芬比特尔监狱被以斷頭臺而斬首。